# 東京保健生活協同組合
東京保健生活協同組合（とうきょうほけんせいかつきょうどうくみあい）は、東京都文京区大塚に本部を置く医療生協。
全日本民主医療機関連合会(民医連)加盟法人。

## 組合員数・出資金
組合員数： 47,920人(2020年3月31日現在)
出資金：19億4,774万9,750円(2020年3月31日現在)

## 病院
- 東京健生病院 - 文京区大塚4-3-8
- 大泉生協病院 - 練馬区東大泉6-3-3

## 医科診療所
- 根津診療所 - 文京区根津1-27-3
- 標榜診療科：内科,皮膚科[3]
- セツルメント菊坂診療所 - 文京区小石川1-24-3
- 標榜診療科：内科,消化器科[3]
- 橋場診療所 - 台東区橋場2-2-5
- 標榜診療科：内科,呼吸器内科,神経内科,循環器内科,整形外科,皮膚科[3]
- 竜泉協立診療所 - 台東区竜泉3-1-2
- 標榜診療科：内科,消化器科,循環器科,呼吸器科,整形外科,皮膚科[3]
- 蔵前協立診療所 - 台東区三筋2-13-5
- 標榜診療科：内科[3]
- 鉄砲洲診療所 - 中央区新富2-4-14 新富田所ビル4F
- 標榜診療科：内科,消化器科,循環器科,呼吸器科,小児科,外科[3]
- 鬼子母神診療所・通所リハビリテーション - 豊島区雑司が谷3-3-17
- 標榜診療科：内科,外科[3]
- 江戸川橋診療所 - 新宿区改代町33
- 標榜診療科：内科,整形外科,皮膚科[3]

## 歯科診療所
- 氷川下セツルメント歯科 - 文京区大塚3-36-7
- 橋場診療所歯科 - 台東区橋場2-2-5
- 鬼子母神診療所歯科 - 豊島区雑司が谷3-3-17
- 江戸川橋診療所歯科 - 新宿区改代町33
- 大泉生協病院歯科 - 練馬区東大泉6-3-3

## 鍼灸治療院
- てっぽうず鍼灸治療院 - 中央区入船1-5-4

## 介護事業所
- 介護老人保健施設ひかわした - 文京区千石2-1-6
- 千石にじの家（看護小規模多機能型居宅介護事業所） - 文京区千石4-1-2
- 介護センター健生 - 文京区大塚6-9-10
- 居宅介護支援事業所健生 - 文京区大塚4-3-1
- 居宅介護支援事業所竜泉 - 台東区竜泉3-1-2
- グループホーム雑司が谷みみずくの里 - 豊島区雑司が谷2-13-21
- 介護センター健生豊島 - 豊島区雑司が谷3-3-17
- 介護センター健生練馬 - 練馬区石神井町5-4-12-102
- 居宅介護支援事業所公園通り - 練馬区石神井台6-9-12

## 訪問看護・訪問介護事業所
- 西片あさひ訪問看護ステーション - 文京区小石川1-24-3
- ひかわした訪問看護ステーション - 文京区千石4-1-2
- ひかわした訪問看護ステーション出張所 よみせ通り訪問看護ステーション - 文京区根津1-27-3 根津診療所2F
- ヘルパーステーションあさがお - 台東区竜泉3-1-2
- 訪問看護ステーションたいとう - 台東区竜泉3-1-2
- 訪問看護ステーションてっぽうず - 中央区湊1-6-2 メゾンポルト302
- 南池袋訪問看護ステーション - 豊島区南池袋3-4-2
- 大泉訪問看護ステーション - 練馬区石神井台6-9-12
- 公園通り訪問看護ステーション - 練馬区石神井町5-4-12-102
- 北園訪問看護ステーション - 練馬区大泉学園町1-1-5 シャトー高陣屋101